# Marcell Schweitzer
Marcell Schweitzer (* 18. Oktober 1932 in Radautz, Bukowina, Königreich Rumänien) ist ein deutscher Wirtschaftswissenschaftler.

## Leben
Marcell Schweitzer begann nach seiner Reifeprüfung in Hannover 1952 zunächst eine Lehre zum Industriekaufmann. Von 1954 bis 1955 studierte er Betriebswirtschaftslehre an der Technischen Hochschule Hannover, von 1955 bis 1959 dann an der Freien Universität Berlin. Nach seiner Prüfung als Diplom-Kaufmann 1959  promovierte er dort 1963 bei Erich Kosiol und arbeitete von 1959 bis 1965 als wissenschaftlicher Assistent am Institut für Industrieforschung an der FU Berlin. Im Jahre 1968 habilitierte er sich dort als DFG-Stipendiat und erhielt 1969 eine Professur an der Eberhard-Karls-Universität Tübingen. In Lehre und Forschung widmete er sich hier neben der Allgemeinen Betriebswirtschaftslehre und Unternehmensethik vor allem der Industriebetriebslehre und dem Industriellen Rechnungswesen.
Im Jahre 1998 wurde ihm das Verdienstkreuz am Bande des Verdienstordens der Bundesrepublik Deutschland verliehen.

## Veröffentlichungen (Auswahl)
- Probleme der Ablauforganisation in Unternehmungen (= Betriebswirtschaftliche Forschungsergebnisse. Bd. 22). Duncker & Humblot, Berlin 1964 (Dissertation Freie Universität Berlin).
- Struktur und Funktion der Bilanz. Grundfragen der betriebswirtschaftlichen Bilanz in methodologischer und entscheidungstheoretischer Sicht (= Betriebswirtschaftliche Forschungsergebnisse. Bd. 57). Duncker & Humblot, Berlin 1972, ISBN 3-428-02590-3 (Habilitationsschrift Freie Universität Berlin).
- Einführung in die Industriebetriebslehre (= Sammlung Göschen. Bd. 6046). De Gruyter, Berlin 1973, ISBN 3-11-004146-4.
- mit Hans-Ulrich Küpper: Produktions- und Kostentheorie der Unternehmung. Rowohlt, Reinbek 1974, ISBN 3-499-21041-X (2. Aufl. 1997).
- mit Hans-Ulrich Küpper und Günter Hettich: Systeme der Kostenrechnung. Verlag Moderne Industrie, Landsberg/Lech 1975, ISBN 3-478-39140-7 (11. Aufl. 2016 unter dem Titel: Systeme der Kosten- und Erlösrechnung. Vahlen, München, ISBN 978-3-8006-5027-9).
- mit Wilfried von Eiff: Entscheidungen in Industrieunternehmungen. Führungstraining durch Entscheidungsfälle aus der Wirtschaftspraxis. Verlag Moderne Industrie, Landsberg/Lech 1977, ISBN 3-478-39560-7.
- (Hrsg.): Auffassungen und Wissenschaftsziele der Betriebswirtschaftslehre (= Wege der Forschung. Bd. 502). Wissenschaftliche Buchgesellschaft, Darmstadt 1978, ISBN 3-534-07160-3.
- (Hrsg.): Industriebetriebslehre. Das Wirtschaften in Industrieunternehmungen. 2. Auflage. Vahlen, München 1994, ISBN 3-8006-1755-2.
- mit Ernst Troßmann: Break-even-Analysen. Methodik und Einsatz. 2. Auflage. (= Betriebswirtschaftliche Forschungsergebnisse. Bd. 110). Duncker & Humblot, Berlin 1998, ISBN 3-428-09088-8.
- Die Universität zwischen Intervention und Autonomie. Abschiedsvorlesung gehalten am 14. Juli 1998 (= Tübinger Universitätsreden, N.F. Bd. 29). Tübingen 1999.
- mit Franz Xaver Bea und Roland Helm: BWL-Lexikon (= UTB. Bd. 8395). Lucius & Lucius, Stuttgart 2009, ISBN 978-3-8282-0428-7.
- Mitautor: Allgemeine Betriebswirtschaftslehre. Theorie und Politik des Wirtschaftens in Unternehmen. 11. Auflage. Erich Schmidt Verlag, Berlin 2015, ISBN 978-3-503-15801-0.

Festschrift
- Hans-Ulrich Küpper (Hrsg.): Das Rechnungswesen im Spannungsfeld zwischen strategischem und operativen Management. Festschrift für Marcell Schweitzer zum 65. Geburtstag (= Betriebswirtschaftliche Forschungsergebnisse. Bd. 108). Duncker & Humblot, Berlin 1997, ISBN 3-428-08738-0 (Bibliographie Marcell Schweitzer S. 609–619).